# Andrzej Galica
Andrzej Galica (* 6. Juni 1980) ist ein ehemaliger polnischer Skispringer.

## Werdegang
Galica, der für den WKS Zakopane startete, gab sein internationales Debüt beim Skisprung-Grand-Prix 1997. Insgesamt gelangen ihm dabei vier Punkte und damit Rang 46 der Gesamtwertung. Ab der Saison 1997/98 startete er im Skisprung-Continental-Cup. Bereits in seiner ersten Saison erreichte er mit 53 Punkten und Rang 127 seine einzige und damit auch beste Platzierung der Gesamtwertung. Auch wenn er in der Folge keine Punkte mehr gewinnen konnte, gab er am 20. Januar 2002 in seiner Heimatstadt Zakopane sein Debüt im Skisprung-Weltcup. Als 42. blieb er auch dort weit hinter den Punkterängen. Im Februar 2003 zog er sich aus dem B-Kader zurück, da ihm bis dahin auch weiterhin auch keine Punktegewinne gelangen.
Im Februar 2005 startete Galica noch einmal bei einem FIS-Springen in Zakopane. Dabei erreichte er den 19. Platz. Es war sein letztes internationales Springen.

## Erfolge

### Grand-Prix-Platzierungen
| Saison | Platz | Punkte |
| ------ | ----- | ------ |
| 1997   | 046.  | 04     |

### Continental-Cup-Platzierungen
| Saison  | Platz | Punkte |
| ------- | ----- | ------ |
| 1997/98 | 127.  | 53     |